# Helsinki Wolverines
Die Helsinki Wolverines sind ein American-Football-Verein aus Helsinki. Der Verein spielt zurzeit in der Vaahteraliiga, in der er 2006, 2012, 2013 und 2020 Vizemeister sowie 2011 Meister wurde.

## Mannschaften
Der Verein hat neben zwei Herrenteams auch diverse Jugendteams, eine Frauenmannschaft und zwei Cheerleaderteams.